# Vanuatu na Letnich Igrzyskach Olimpijskich 2000
Reprezentacja Vanuatu na Letnich Igrzyskach Olimpijskich 2000 w Sydney liczyła trzy osoby – dwóch mężczyzn i jedną kobietę.

## Występy reprezentantów Vanuatu

### Lekkoatletyka
100 metrów mężczyzn
- Abraham Kepsin – odpadł w eliminacjach (89. czas)

400 metrów przez płotki kobiet
- Mary-Estelle Kapalu – odpadła w eliminacjach

### Łucznictwo
mężczyźni indywidualnie
- Francois Latil – odpadł w I rundzie